# Djurado
Djurado ist ein im deutschen Sprachraum nicht aufgeführter Italowestern, den Giovanni Narzisi 1966 inszenierte. Er wurde als für das Genre unterdurchschnittlich besprochen.

## Handlung
Djurado, der auch Golden Poker genannt wird, weil er am Kartentisch unschlagbar ist, kommt in das Städtchen Silvermine, wo die friedlichen Bewohner vom wohlhabenden, arroganten Tucan eingeschüchtert und terrorisiert werden. Nach dem Gewinn des halben Saloons lernt er seine Mitbesitzerin Barbara Donovan kennen und auch Ricky, einen gewaltlos lebenden Gitarristen. Barbara und deren Familie stellt das letzte Hindernis für Tucan dar, um endgültig die Macht über den Ort an sich zu reißen; um zu verhindern, dass Djurado dazu kommt, lässt Tucan Feuer legen, Diebstähle begehen und schiebt diese Taten Djurado in die Schuhe. Die Zeugin für die Unschuld Djurados, Mitzy, lässt er gefangen nehmen. Der herbeigerufene Marshall lässt sich nur langsam und erst durch eine dramatische Aussage Mitzys nach Djurados Flucht aus dem Gefängnis von seiner Unschuld überzeugen. Der wütende Tucan schickt seine Männer aus, um möglichst viel Schaden anzurichten; sie verwüsten das halbe Dorf und erschießen Ricky. Während Djurado sich um Tucans Leute kümmert, wird der Boss selbst von Barbara erschossen.

## Kritik
„Die verzwickte und variantenreiche Geschichte leidet unter der Unausgeglichenheit der Inszenierung.“

## Bemerkungen
Das Filmlied Solo il vento so là wird von Gianni Meccia gesungen, der auch die Rolle des Ricky spielt.